# Thomas Larcher

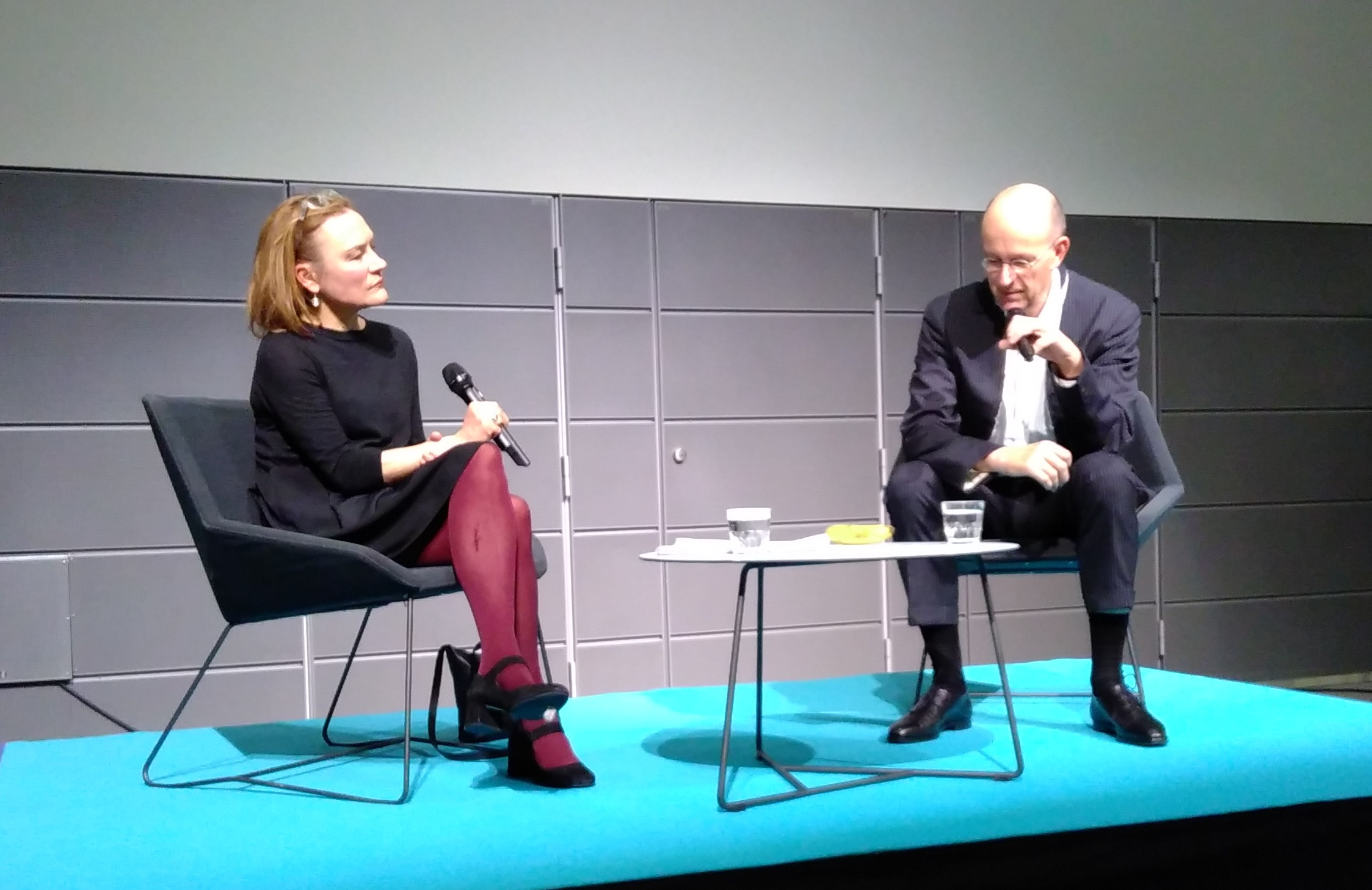
Thomas Larcher in gesprek met Eva Tigerstedt, Helsinki 2019

Thomas Larcher (Innsbruck, 16 september 1963) is een Oostenrijks componist, muziekpedagoog en pianist.

## Muzikale loopbaan
Larcher studeerde van 1981 tot 1986 aan de Universität für Musik und darstellende Kunst Wien in Wenen bij Heinz Medjimorec en Elisabeth Leonskaja (piano) en Erich Urbanner (compositie). Al gedurende zijn studie werd hij bekend als pianist van eigentijdse muziek. Hij trad op met de dirigenten Claudio Abbado, Pierre Boulez, Dennis Russell Davies en Franz Welser-Möst. Hij werkte samen met componisten als Heinz Holliger, Olga Neuwirth, Isabel Mundry en Johannes Maria Staud. In 1994 was hij oprichter van het festival Klangspuren in de Oostenrijkse deelstaat Tirol, een platform voor eigentijdse muziek, dat hij tot 2003 leidde. Verder richtte hij in 2004  het festival Musik im Riesen in Wattens op met steun van de Swarovski Kristallwelten  .
Van 2001 tot 2004 was hij docent voor piano aan de Muziekacademie Bazel. 
Nadat hem compositieopdrachten waren verleend voor het festival Mozartwoche Salzburg, het Lucerne Festival en door pianist Till Fellner richtte hij zich meer en meer op het componeren. Aanvankelijk was het vooral een uitbreiding voor zijn "eigen" instrument, de piano. In de loop van de jaren gebruikte hij nieuwe technieken in zijn werken voor piano. Al in die werken werd duidelijk dat hij buiten bekende stijlen treedt en soms ook buiten de klassieke muziek van de 20e eeuw. Voor de cd-productie IXXU (de subtitel voor zijn tweede strijkkwartet) in 2006 werd hij met de Preis der deutschen Schallplattenkritik bekroond.
In het seizoen 2019-2020 was Larcher composer in residence in het Koninklijk Concertgebouw te Amsterdam.

## Composities

### Werken voor orkest
- 2010 Red and Green, voor orkest

#### Werken voor instrumenten en orkest
- 2002 Still, voor altviool en kamerorkest
- 2005 Hier, heute, voor cello, orkest en cd
- 2006 rev.2007 Böse Zellen, voor piano en orkest
- 2008–2009 Concert, voor viool en orkest
- 2011 (Dubbel-)Concert, voor viool, cello en orkest
- 2020-2021 Concert voor piano en orkest

### Vocale muziek

#### Werken voor koor
- 2012 Das Spiel ist aus, voor 24 zangstemmen

#### Werken voor zangstem(men) en orkest of ensemble
- 2002 My illness is the medicine I need, voor sopraan, viool, cello en piano
- 2005-2006 Heute, voor sopraan en orkest
- 2008 Böhmen liegt am Meer – Enigma, voor bariton, klarinet, viool, cello en piano
- 2008 Die Nacht der Verlorenen, voor bariton en ensemble
- 2025 Love and the fever voor gemengd koor en symfonieorkest

### Kamermuziek
- 1990 Cold Farmer - Strijkkwartet nr. 1
- 1994-1997 Kraken (De octopussen), voor viool, cello en piano
- 1998-2004 IXXU - Strijkkwartet nr. 2
- 2001 Mumien, voor cello en piano
- 2006-2007 Madhares - Strijkkwartet nr. 3
- 2006 Fasern, voor klarinet, cello en piano
- 2008 Nocturne – Insomnia, voor ensemble
- 2012 Duo, voor viool en cello
- 2012 Splinters, voor cello en piano
- 2012 Wie der Euro nach Bern kam und wie er wieder verschwand, voor ensemble

### Werken voor piano
- 1986 Klavierstück
- 1989 Naunz
- 1992 Noodivihik
- 1999 Antennen-Requiem für H.
- 2005 Smart Dust
- 2009 What Becomes/Was wird
- 2010 Poems, 12 stukken voor pianisten en andere kinderen